# Президентские выборы в Колумбии (2022)
Президентские выборы в Колумбии 2022 года — внеочередные выборы президента в Колумбии. 
Первый тур состоялся 29 мая. Поскольку ни один из кандидатов в президенты не набрал хотя бы 50 % голосов, 19 июня 2022 года был проведён второй тур. В нём приняли участие кандидат от левоцентристской коалиции «Исторический пакт»  Густаво Петро и Родольфо Эрнандес Суарес. Действующий президент Иван Дуке Маркес не имел права баллотироваться на второй срок. Победу одержал Густаво Петро с результатом 11,2 млн голосов, или 50,44%. Его соперник, набравший 47,31%, признал своё поражение.

## Избирательная система
Президент Колумбии избирается в ходе прямого голосования. Если ни один из кандидатов не набирает большинства голосов в первом туре, проводится второй тур с участием двух кандидатов, набравших наибольшее количество голосов избирателей.